# Brevistoma gallagheri
Brevistoma gallagheri är en insektsart som beskrevs av Hölzel 1999. Brevistoma gallagheri ingår i släktet Brevistoma och familjen Nemopteridae. Inga underarter finns listade i Catalogue of Life.